# عطالر
عطالر (بالفارسية: عطالر) هي قرية تقع في غلستان في إيران. يقدر عدد سكانها بـ 1,054 نسمة .